# Cervello
Cervello (cérebro, em italiano) foi um grupo de rock progressivo italiano baseado em Nápoles.

## História
O grupo nasce em 1970 na onde do rock progressivo por iniciativa de Corrado Rustici que forma uma banda jovem composta por Antonio Spagnolo, Giulio D'Ambrosio, Renato Lori e Pino Prota. Lori e Prota serão sucessivamente substituídos por Gianluigi Di Franco e Remigio Esposito.
A procura por novas sonoridades, permitiram-lhes constituir uma formação sem o uso de teclados, desfrutando, no entanto, da utilização de geradores de eco, entre outros instrumentos.
O grupo iniciou logo as suas exibições ao vivo, e em junho de 1973, participou do terceiro Festival de Vanguarda da Música e Novas Tendências, que naquele ano ocorreu em Nápoles, obtendo um bom sucesso de crítica.
Graças também ao suporte de Danilo Rustici, irmão de Corrado, e guitarrista do Osanna, o Cervello assinou um contrato discográfico com a Ricordi, e no verão de 1973 gravou em Milão o seu único álbum intitulado Melos.  O disco obteve um escasso sucesso de vendas e a banda se dissolveu logo a seguir. Corrado Rustici prosseguiu sua carreira com o Nova, e Gianluigi Di Franco, a atividade de solista e autor.

## Formação
- Gianluigi Di Franco: voz, flauta, percussão
- Corrado Rustici: guitarra, flauta, vibrafone, voz
- Giulio D'Ambrosio: sax, flauta, voz
- Antonio Spagnolo: baixo, violão, flauta, pedaleira, voz
- Remigio Esposito: bateria, vibrafone

## Discografia
- 1973 - Melos